# Linia kolejowa Löwenberg – Prenzlau
Linia kolejowa Löwenberg – Prenzlau – normalnotorowa lokalna linia kolejowa (Nebenbahn) w północnej Brandenburgii, w północno-wschodnich Niemczech. Linia łączy Löwenberg przez Templin do Prenzlau. Odcinek Löwenberg – Templin Stadt eksploatowany jest w pasażerskim transporcie kolejowym, natomiast dalsza trasa do Prenzlau jest wyłączona z użytku od 2000 roku.